# Ajkaëgan
L'Ajkaëgan (in russo Айкаёган?) è un fiume della Russia siberiana occidentale, affluente di destra del Vat'ëgan (bacino idrografico dell'Ob'). Scorre nel rajon Surgutskij del Circondario autonomo degli Chanty-Mansi-Jugra.
Il fiume ha origine negli Uvali siberiani in una zona paludosa ricca di laghi. Scorre in direzione meridionale e sfocia nel Vat'ëgan a 79 km dalla foce. La lunghezza del fiume è di 183 km, il bacino imbrifero è di 2 880 km².